# Klarinettenkonzert
Ein Klarinettenkonzert ist ein Konzert für Klarinette, das heißt eine musikalische Komposition für Soloklarinette zusammen mit einem größeren Ensemble (wie einem Orchester oder einer Musikkapelle).
Albert Rice hat ein Werk von Giuseppe Antonio Paganelli als das möglicherweise früheste bekannte Konzert für Soloklarinette identifiziert; die Partitur trägt den Titel „Concerto per Clareto“ und stammt möglicherweise aus dem Jahr 1733. Möglicherweise ist es jedoch für Sopran-Chalumeau bestimmt. Es gibt frühere concerti grossi mit Concertino-Klarinettenstimmen, darunter zwei von Johann Valentin Rathgeber, veröffentlicht 1728.
Das Verlagshaus Breitkopf & Härtel veröffentlichte 1772 das erste Klarinettenkonzert. Die Popularität des Instruments stieg sprunghaft an, und es folgte eine Flut von frühen Klarinettenkonzerten. Viele dieser frühen Konzerte sind weitgehend in Vergessenheit geraten, obwohl sich der deutsche Klarinettist Dieter Klöcker auf diese „verlorenen“ Werke spezialisiert hat. Berühmte Klarinettenkonzerte der Klassik und der frühen Romantik stammen von Wolfgang Amadeus Mozart, Carl Maria von Weber und Louis Spohr.

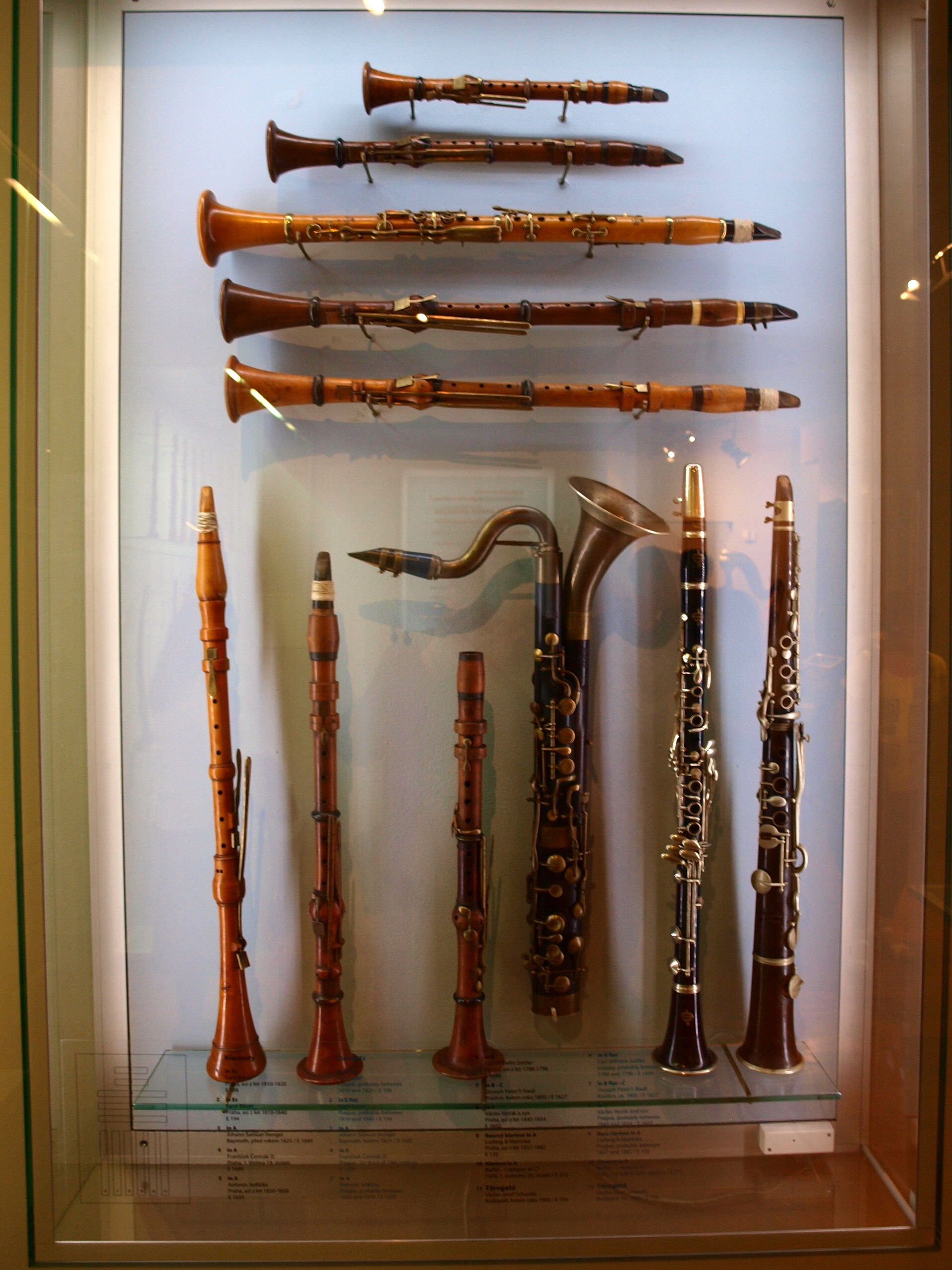
Klarinetten in verschiedener Stimmung und aus verschiedenen Epochen

Relativ wenige Konzerte für Klarinette und überhaupt für Blasinstrumente wurden während der mittleren und späten Romantik komponiert, dieses Genre wurde aber im zwanzigsten Jahrhundert populärer, mit berühmten Klarinettenkonzerten von Carl Nielsen und Aaron Copland sowie neueren Werken von Komponisten wie John Adams, Kalevi Aho, Elliott Carter, John Corigliano, Magnus Lindberg, Donald Martino, Christopher Rouse und John Williams.
Im Folgenden wird – ohne Anspruch auf Vollständigkeit – der Versuch unternommen, die Klarinettenkonzerte, getrennt nach Epochen, zusammenzustellen.

## Barockzeit
Die moderne Klarinette gab es nicht vor etwa 1700. Es gibt jedoch eine Reihe von Konzerten, die für ihr Vorgängermodell, das Chalumeau, geschrieben wurden.
Die Entdeckung von sechs Klarinettenkonzerten von Johann Melchior Molter (1696–1765) – von denen das erste möglicherweise aus dem Jahr 1743 stammt – und drei Concerti grossi für Klarinette und Oboe von Antonio Vivaldi (1678–1741) aus dem Jahre 1711 haben Musikhistoriker dazu veranlasst, die gängige Ansicht zu revidieren, dass das erste Konzert für dieses Instrument von Johann Stamitz um 1755 geschrieben wurde.

## Klassische Periode
- Johann Georg Heinrich Backofen (1768–1830?)
  - Konzert in B-Dur für Klarinette und Orchester, Op. 3 (1809?)
  - Sinfonie Concertante in A-Dur, Op. 10 für zwei Klarinetten und Orchester (1810?)
  - Klarinettenkonzert in Es-Dur, Opus 16 (1809?)
  - Klarinettenkonzert in Es-Dur, Opus 24 (1821?)
  - Konzert in F-Dur für Bassetthorn und Orchester
- Joseph Beer (1744–1812)
  - Klarinettenkonzert Nr. 1
  - Zwei weitere Klarinettenkonzerte und zwei Doppelkonzerte[3]
- Matthäus (Frédéric) Blasius (1758–1829)
  - Konzert Nr. 1 in C-Dur für Klarinette und Orchester
- Antonio Casimir Cartellieri (1772–1807)
  - Konzert Nr. 1 in B-Dur für Klarinette und Orchester
  - Konzert Nr. 2 in B-Dur für Klarinette und Orchester
  - Konzert Nr. 3 in Es-Dur für Klarinette und Orchester
  - Konzert für zwei Klarinetten und Orchester in B-Dur (1797)
- Bernhard Hendrik Crusell (1775–1838)
  - Konzert Nr. 1 in Es-Dur, Op. 1 (1807)
  - „Großes“ Konzert Nr. 2 in f-Moll, Op. 5 (1815)
  - Konzert Nr. 3 in B-Dur, Op. 11 (um 1807–1820)
- Sébastien Demar (1763–1832)
  - Konzert in Es-Dur für Klarinette und Orchester
- François Devienne (1759–1803)
  - Concertino in B-Dur für zwei Klarinetten und Orchester Op. 25
- Franz Anton Dimmler (1753–1827)
  - Concerto in B♭-Dur für Klarinette und Orchester
- Joseph Leopold Eybler (1765–1846)
  - Klarinettenkonzert (Eybler)|Konzert in B-Dur für Klarinette und Orchester (1798)[3]
- Joseph Fiala (1748–1816)
  - Concertante in B-Dur für Klarinette und Englischhorn
- Carl Andreas Göpfert (1768–1818)
  - Concerto in Es-Dur, Op. 14
  - Konzert in B-Dur, Op. 20
  - Konzert in Es-Dur, Op. 35
- Franz Anton Hoffmeister (1754–1812)
  - Klarinettenkonzert in B-Dur für Klarinette und Orchester (1782–1784?)
  - Konzert in Es-Dur für zwei Klarinetten und Orchester (1782–1784?)
- James Hook (1746–1827)
  - Clarinet Concerto in Es-Dur (1812), dieses ist tatsächlich von Jean-Lefèvre[7]
- Leopold Kozeluch (1747–1818)
  - Zwei Klarinettenkonzerte, beide in Es-Dur[3]
- Franz Krommer (1759–1831)
  - Konzert in Es Op. 36 für Klarinette und Orchester (1803)
  - Konzert für zwei Klarinetten und Orchester in Es, Op. 35, (1802)
  - Konzert für zwei Klarinetten und Orchester in Es, Op. 91 (1815)
  - Konzertstück für zwei Klarinetten und Orchester
- Karol Kurpiński (1785–1857)
  - Konzert für Klarinette und Orchester (aufgeführt 1820) (Grove: Jim Samson)
- Ludwig August Lebrun (1752–1790)
  - Konzert in einem Satz in B-Dur für Klarinette und Orchester
- Jean-Xavier Lefèvre (1763–1829)
  - Klarinettenkonzerte Nr. 4 und Nr. 6 (1796)
- Peter Joseph von Lindpaintner (1791–1856)
  - Concertino in Es-Dur für Klarinette und Orchester
- John Mahon (c. 1748–1834)
  - Klarinettenkonzert Nr. 2 in F-Dur
- Wolfgang Amadeus Mozart (1756–1791)
  - Klarinettenkonzert (1791)
  - Sinfonia Concertante in Es-Dur für vier Bläser (möglicherweise fälschlich)
- Iwan Müller (1786–1854)
  - Concertante Op. 23 in Es-Dur für zwei Klarinetten und Militärkapelle
- Carlo Paessler (1774–1865)
  - Concerto con variazioni in Es-Dur für Klarinette und Streicher
  - Konzert in c-Moll für Klarinette und Orchester
  - Konzert in B-Dur für Klarinette und Orchester
- Ignaz Pleyel (1757–1831)
  - Konzert in C-Dur für Klarinette in C
- František Xaver Pokorný (1729–1794)
  - Konzert in B-Dur für Klarinette und Orchester
- Antonín Reicha (1770–1836)
  - Konzert in g-Moll für Klarinette und Orchester
  - Einleitung und Variationen über ein Thema von Dittersdorf in B-Dur für Klarinette und Orchester
- Carl Gottlieb Reissiger (1798–1859)
  - Concertino in Es-Dur op. 63 für Klarinette und Orchester
- Alessandro Rolla (1757–1841)
  - Concerto für Bassethorn und Orchester
- Antonio Rosetti (1750–1792)
  - Konzert Nr. 1 in Es-Dur für Klarinette und Orchester
  - Konzert Nr. 2 in Es-Dur für Klarinette und Orchester
  - Zwei weitere Klarinettenkonzerte
- Theodor von Schacht (1748–1823)
  - Klarinettenkonzert in B-Dur für Klarinette und Orchester
- Georg Abraham Schneider
  - Konzert Nr. 1 für Bassetthorn und Orchester, Op. 90. (1820?)[8][9]
  - Konzert Nr. 2 für Bassetthorn und Orchester, Op. 105.[8]
- Pedro Étienne Solère (1753–1817)
  - Konzert in Es-Dur für zwei Klarinetten und Orchester
  - Konzert in Es-Dur für Klarinette und Orchester
  - Concerto Espagnol in B-Dur für Klarinette und Orchester
- Carl Stamitz (1745–1801)
  - 11 Klarinettenkonzerte
- Franz Xaver Süßmayr (1766–1803)
  - Konzertsatz in D-Dur für Bassettklarinette und Orchester
- Franz Tausch (1762–1817)
  - Concertante Op. 26 Nr. 2 in B-Dur für zwei Klarinetten und Orchester
  - Concertante Op. 27 Nr. 1 in B-Dur für zwei Klarinetten und Orchester
  - Concerto in Es-Dur für Klarinette und Orchester
- Johann Christoph Vogel (1756–1788)
  - Konzert in B-Dur[3]
- Johann Wilhelm Wilms (1772–1847)
  - Konzert für Klarinette und Orchester B-Dur, op. 40
- Peter von Winter (1754–1825)
  - Konzert in Es-Dur für Klarinette und Orchester
- Michel Yost (1754–1786)
  - Konzert Nr. 11 in B-Dur für Klarinette und Orchester
  - Konzert Nr. 8 in Es-Dur für Klarinette und Orchester
  - Konzert Nr. 9 in B-Dur für Klarinette und Orchester
  - Konzert Nr. 7 in B-Dur für Klarinette und Orchester

Weitere Konzerte aus der klassischen Epoche stammen unter anderem von Deshayes, Fuchs, Jan Kalous, Joseph Lacher, Lang, Philipp Meissner, Pfeilsticker, J.B. Wanhal, Wenzel Pichel, Johan Stich und J.C. Stumpf.

## Romantische Periode
- Heinrich Joseph Baermann (1784–1847)
  - Concertstück in g-Moll für Klarinette und Orchester
  - Concertino in c-Moll für Klarinette und Orchester
  - Concertino in Es-Dur op. 27 für Klarinette und Orchester (1828?)
- Carl Baermann (1811–1885)
  - Konzertstück für zwei Klarinetten und Orchester
  - Concerto Militaire für Klarinette und Orchester
- Max Bruch
  - Konzert für Klarinette, Viola und Orchester in e-Moll, op. 88
- Gaetano Donizetti
  - Concertino für Klarinette und Orchester in B-Dur
- Donato Lovreglio (1847–1907)
  - Fantasia Da Concerto Su Motivi De La Traviata (Fantasia für Klarinette und Orchester über die Oper La Traviata) für Klarinette und Orchester (Originalmusik/Oper von Giuseppe Verdi)
- Felix Mendelssohn (1809–1847)
  - Konzertstück Nr. 1 für Klarinette, Bassetthorn und Orchester in f-Moll, op. 113 (1833)
  - Konzertstück Nr. 2 für Klarinette, Bassetthorn und Orchester in d-Moll, Op. 114 (1833)
- Saverio Mercadante (1795–1870)
  - Klarinettenkonzert in B-Dur
  - Klarinettenkonzert in Es-Dur
- Julius Rietz (1812–1877)
  - Konzert in g-Moll op. 29 für Klarinette und Orchester (um 1840)
- Nikolai Rimsky-Korsakow (1844–1908)
  - Konzertstück für Klarinette und Militärkapelle (1878)
- Gioachino Rossini (1792–1868)
  - Einleitung, Thema und Variationen in Es-Dur/B-Dur für Klarinette und Orchester
  - Variationen für Klarinette und kleines Orchester in C-Dur (1809)
  - Konzert Nr. 1 in c-Moll/As-Dur/Es-Dur für zwei Klarinetten und Orchester
  - Einleitung, Thema und Variationen in h-Moll/B-Dur für Klarinette und Orchester
  - Fantasie in Es-Dur für Klarinette und Orchester
  - Konzert Nr. 2 in Es-Dur/As-Dur/Es-Dur für zwei Klarinetten und Orchester
- Louis Schindelmeisser (1811–1864)
  - Sinfonia Concertante für vier Klarinetten und Orchester, Op. 2 (1833)
- Louis Spohr (1784–1859)
  - Klarinettenkonzert Nr. 1 c-Moll, Op. 26 (1808)
  - Klarinettenkonzert Nr. 2 in Es-Dur, Op. 57 (1810)
  - Klarinettenkonzert Nr. 3 f-Moll, WoO 19 (1821)
  - Klarinettenkonzert Nr. 4 in e-Moll, WoO 20 (1828)
  - Fantasie und Variationen über ein Thema von Danzi, Op. 81
  - Potpourri für Klarinette und Orchester in F-Dur, Op. 80 (1811)[10]
  - Variationen über ein Thema aus „Alruna“ für Klarinette und Orchester (1809)
- Charles Villiers Stanford (1852–1924)
  - Klarinettenkonzert in a-Moll Op. 80 (1902)
- Sergej Iwanowitsch Tanejew (1856–1915)
  - Canzona für Klarinette und Streicher in f-Moll
- Carl Maria von Weber (1786–1826)
  - Concertino für Klarinette und Orchester
  - Klarinettenkonzert Nr. 1
  - Klarinettenkonzert Nr. 2 (alle 1811)

## 20. und 21. Jahrhundert
- John Adams
  - Gnarly Buttons (1996)
- Kalevi Aho
  - Klarinettenkonzert (2005)
- Joan Albert Amargós
  - Klarinettenkonzert
- Malcolm Arnold
  - Klarinettenkonzert Nr. 1 (1948)
  - Klarinettenkonzert Nr. 2 (Arnold)|Klarinettenkonzert Nr. 2 (1974)
- Jacob Avshalomov
  - Evocations, Konzert für Klarinette und Kammerorchester
- Sérgio Azevedo
  - Klarinettenkonzert (2013)
- Nicolas Bacri
  - Concerto da Camera Op. 61 (1999) für Klarinette und Streichorchester
- Jean Balissat
  - Cantabile für Klarinette und Streicher (1995)
- Rusty Banks
  - Intangiballistics für Klarinette und Bläserensemble (2011)
- Karol Beffa
  - Klarinettenkonzert (2014)
- Michael Berkeley
  - Klarinettenkonzert (1991)
- Leonard Bernstein
  - Prelude, Fugue, and Riffs (1946)
- Jean Binet
  - Petit Concert für Klarinette und Streicher (1950)
- Howard Blake
  - Klarinettenkonzert
- Jacques Bondon
  - Concerto d’Octobre für Klarinette und Streichorchester
  - Concerto des Offrandes für Klarinette und Orchester
- Eugène Bozza
  - Konzert für Klarinette und kleines Orchester
- Benjamin Britten
  - Satz für Klarinette und Orchester (1942/3)
- James Francis Brown
  - Lost Lanes, Shadow Groves (2008)[11]
- Ferruccio Busoni
  - Concertino für Klarinette und Kammerorchester, Op. 48 (1918)[12]
- Ann Callaway
  - Konzert für Bassklarinette und Kammerorchester (1985–1987)
- John Carbon
  - Klarinettenkonzert (1993)
- Elliott Carter
  - Klarinettenkonzert (1996)
- Aexis Chalier
  - Concertino für Klarinette und Streicher (2001/02)
- Arnold Cooke
  - Konzert für Klarinette und Orchester
- Aaron Copland
  - Klarinettenkonzert (1948)
- John Corigliano
  - Klarinettenkonzert (1977)[13]
- Peter Maxwell Davies
  - Strathclyde Concerto No. 4 (1990)
  - The Seas of Kirk Swarf für Bassklarinette und Streicher (2007)[14]
- Claude Debussy
  - Première rhapsodie
- Miguel del Aguila
  - Klarinettenkonzert (1990)
- Norman Dello Joio
  - Concertante für Klarinette und Orchester
- Edison Denisov
  - Konzert für Klarinette und Orchester (1989)
- Paul Dupré
  - Concerto pour clarinette et orchestre (2019)
- Einar Englund
  - Klarinettenkonzert
- Dietrich Erdmann
  - Konzert für Bassklarinette und Orchester.
- Richard Festinger
  - Equinox für Klarinette und kleines Orchester (2009)
- Gerald Finzi
  - Klarinettenkonzert (1949)[15]
- Jean Françaix
  - Klarinettenkonzert (1968)
- Armin Fries
  - Konzert für Klarinette und Streicher (1956)
- Gunnar de Frumerie
  - Konzert op. 51 (1957–1958) für Klarinette, Streicher, Harfe und Schlagzeug
- Radamés Gnattali
  - Choro für Klarinette in B und Orchester
- Berthold Goldschmidt
  - Klarinettenkonzert
- Osvaldo Golijov
  - Dreams and Prayers of Isaac the Blind für Soloklarinettist (Sopranklarinetten, Bassetthorn und Bassklarinette) und Streichquartett, später bearbeitet für Soloklarinettist und Streichorchester.
- Todd Goodman
  - Konzert für Bassklarinette und Orchester.[16]
- Ida Gotkovsky
  - Konzert für Klarinette und Orchester (1968) oder Klarinette und Blasorchester (1997)
  - Concerto lyrique für Klarinette und Orchester (1982) oder Klarinette und Blasorchester (1994)
- Kimmo Hakola
  - Konzert für Klarinette und Orchester (2001)
- Stephen Hartke
  - Konzert für Klarinette und Orchester „Landscapes with Blues“ (2001)
- Patrick Hawes
  - Klarinettenkonzert für Emma Johnson (2015)
- Paul Hindemith
  - Klarinettenkonzert (1947)[17]
- Hendrik Hofmeyr
  - Klarinettenkonzert (2012)
- Vadym Homolyaka
  - Konzert für Klarinette und Orchester c-moll „Muzychna Ukraina“ (1978)
- Anthony Iannaccone
  - Konzertante für Klarinette und Orchester (1995)
- Gordon Jacob
  - Mini-Konzert für Klarinette und Streichorchester
- Shigeru Kan-no
  - Bassettklarinettenkonzert (2006)
- Ando Kovach
  - Konzert für Klarinette und Streicher (1995)
- Helmut Lachenmann
  - Accanto (1976)
- Lowell Liebermann
  - Konzert für Klarinette und Orchester op. 110 (2009)
- Magnus Lindberg
  - Klarinettenkonzert (2002)
- Scott McAllister
  - X (1996)
  - Black Dog (2003)
  - Free Birds (2009)
- Ian McDougall
  - Konzert für Klarinette und Streichorchester
- William Thomas McKinley
  - Konzert für Klarinette Nr. 3 The Alchemical (1994)
- James MacMillan
  - Ninian für Klarinette und Orchester (1996)
- Elizabeth Maconchy
  - Concertino Nr. 1 für Klarinette und Orchester
  - Concertino Nr. 2 für Klarinette und Orchester
- Dimitris Maronidis
  - Klarinettenkonzert für Cl, Streichorchester und Elektronik (2020)?
- Donald Martino
  - Dreifachkonzert für Klarinette, Bassklarinette und Kontrabassklarinette.
- Rolf Martinsson
  - Concert Fantastique Klarinettenkonzert Nr. 1, Op. 86 (2010)
- Krzysztof Meyer
  - Konzert für Klarinette und Orchester (2002)
- Thea Musgrave
  - Klarinettenkonzert (1979)[18]
  - Concerto für Bassklarinette und Orchester
- Oscar Navarro
  - Konzert für Klarinette und Orchester (2006)
  - Konzert für Klarinette und Sinfonieorchester (2012)
- Lior Navok
  - Klarinettenkonzert (1996)[19]
- Carl Nielsen
  - Klarinettenkonzert (1928)
- Jim Parker
  - Konzert für Klarinette und Streicher
- Krzysztof Penderecki
  - Klarinettenkonzert
- Lorenzo Perosi
  - Konzert für Klarinette und Orchester
- Lyubomir Pipkov
  - Konzert für Klarinette und Kammerorchester
- Walter Piston
  - Konzert für Klarinette und Orchester (1967)
- Marcel Poot
  - Konzert für Klarinette und Orchester (1977)
- Claudio Puntin
  - Aroma, für Klarinette solo, Bassklarinette, Elektronik und Orchester (2016)
- Kevin Puts
  - Klarinettenkonzert mit Streichern, Harfe und Schlagzeug (2008-9)
- Einojuhani Rautavaara
  - Klarinettenkonzert (2001)
- Alan Rawsthorne
  - Konzert für Klarinette und Streichorchester
- Andrew Rindfleisch
  - The Light Fantastic für Bassklarinette und Bläserensemble (2003)
- Jean Rivier
  - Konzert für Klarinette und Streichorchester
- Paul Rosenbloom
  - Konzertante Variationen für Klarinette und Kammerorchester.
- Christopher Rouse
  - Klarinettenkonzert (2000)
- Jonathan Russell
  - Kontrabassklarinettenkonzert
- Josef Schelb
  - Konzert für Bassklarinette und Orchester.
- Armin Schibler
  - Concertino für Klarinette und Streicher op. 49 (1956)
- Tobias Schwencke
  - Concerto für Klarinette solo und 15 Streicher
- Mátyás Seiber
  - Concertino für Klarinette und Streichorchester
- Elie Siegmeister
  - Klarinettenkonzert
- Frederick Speck
  - Konzert für Klarinette und Orchester (1993)
- Yevhen Stankovych
  - Konzert für Klarinette solo
- Frank Graham Stewart
  - Konzert für B♭ Klarinette und Orchester (1993)
- Philip Sparke: Clarinet Concerto (2021)
- Igor Strawinsky
  - Ebenholzkonzert für Klarinette und Jazzband (1945)
- Aurel Stroe
  - Konzert für Klarinette und Orchester
- Toru Takemitsu
  - Fantasma/Cantos für Klarinette und Orchester
- Josef Tal
  - Konzert für Klarinette und Orchester
- Alexandre Tansman
  - Concertino für Oboe, Klarinette und Streicher (1952)
  - Klarinettenkonzert (1957)
- İstemihan Taviloğlu
  - Konzert Klarinette und Orchester
- Boris Tschaikowsky
  - Konzert für Klarinette und Kammerorchester (1957)
- Frank Ticheli
  - Klarinettenkonzert (2010)
- Franz Tischhauser
  - The Beggar’s Concerto für Klarinette und Streicher
- Henri Tomasi
  - Konzert für Klarinette und Streichorchester
- Joan Tower
  - Klarinettenkonzert (1988)[20]
- August Verbesselt
  - Konzert für Klarinette und Orchester (1982)
- Sándor Veress
  - Klarinettenkonzert
- Rolf Wallin
  - Klarinettenkonzert (1998)
- Douglas Weiland
  - Klarinettenkonzert, Op. 30 (2001)
- Norma Wendelburg
  - Konzert für Klarinette und Orchester
- John Williams
  - Clarinet Concerto for Michele Zukovsky (1991)
- Isang Yun
  - Clarinet Concerto (1981)
- Marcin Zielinski
  - Concertino for Clarinet Solo and Strings
- Marilyn J. Ziffrin
  - Clarinet Concerto
- Ellen Taaffe Zwilich
  - Clarinet Concerto (2002)